# Paolo Finoglio
Paolo Domenico Finoglio, o Finoglia (Orta di Atella o Napoli, intorno al 1590 – Conversano, 1645), è stato un pittore italiano.

## Biografia
Data e luogo di nascita non sono noti con certezza. L'ipotesi che sia nato a Orta d'Atella nel 1590 è stata avanzata solo nel XVIII secolo da Bernardo De Dominici, il quale cita anche il secondo nome "Domenico" che non trova tuttavia alcun riscontro documentario. Si firmava Neapolitanus e probabilmente fece l'apprendistato a Napoli presso il pittore tardo-manierista Ippolito Borghese, la cui influenza non fu però forte come quella del Caravaggio, da lui molto ammirato. L'unica opera attribuibile al Finoglio risalente al periodo della sua formazione è la tela Sant'Andrea Avellino in gloria, conservata nella Basilica di San Paolo Maggiore di Napoli, probabilmente realizzata nella bottega del Borghese. Ci sono evidenze che il Finoglio abbia alternato l'attività di pittore a quella di mercante d'arte e tessuti, mai venuta meno durante tutta la sua vita.
Intorno al 1610 è attestata la sua presenza a Lecce, dove probabilmente ebbe una sua bottega e alcuni seguaci: in quel periodo la Terra d'Otranto stava abbandonando la moda manierista in favore del caravaggismo; l'arte del Finoglio, che le riassumeva entrambe, riscosse pertanto un buon successo. Nella città salentina il Finoglio sposò una nobildonna, Rosa (o Teresa) Lolli, e qui nacquero i loro figli Beatrice e Giuseppe (o Giovanni). A Lecce sono conservate molte sue tele, tra cui quattro Storie di Abramo nella chiesa di San Giovanni Battista al Rosario: una di esse, la scena del Sacrificio di Isacco, è autografa e datata al 1610, cosa che la rende la più antica tra quelle sicuramente attribuibili alla sua mano. Altre opere del periodo leccese sono una Sacra Famiglia con san Giovanni Battista e orante (anche detta Madonna del Cucito) e un Trionfo di sant'Orsola, entrambe provenienti da altre chiese della città e oggi conservate nel Museo Diocesano. Altre tele, conservate a Ugento, Tricase e Alessano, datano al periodo successivo: il Finoglio mantenne i contatti col Salento anche una volta tornato a Napoli e quando in seguito si stabilì a Conversano.

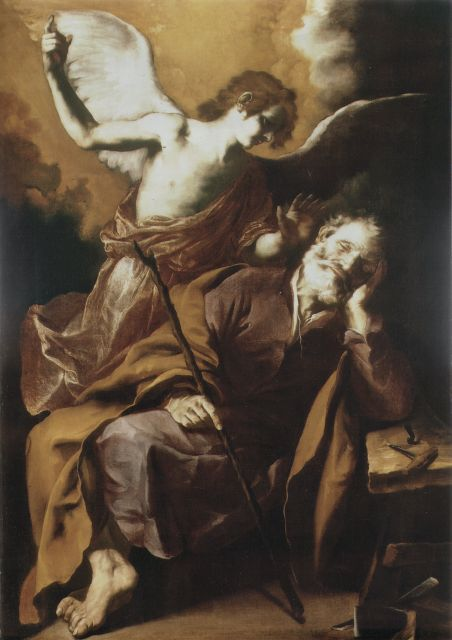
L'angelo appare a San Giuseppe

Intorno al 1626 Finoglio fece ritorno a Napoli. La produzione ascrivibile a questo periodo si riassume nelle dieci lunette raffiguranti i fondatori degli ordini religiosi nella Sala Capitolare della Certosa di San Martino a Napoli, che mostrano un sapiente amalgama di tardo-manierismo e stile caravaggesco. La Circoncisione, sempre nella Sala Capitolare, rivela la forte influenza di Battistello Caracciolo, come pure il primo importante ciclo di affreschi del Finoglio, la decorazione della cappella di San Martino nella stessa Certosa (databile a patire dal 1630), con scene della vita del santo, realizzata assieme all'altare di San Gennaro del Caracciolo nel medesimo edificio. L'influenza di Caracciolo si riscontra anche in opere successive, come il San Pietro che consacra vescovo San Celso (ca. 1635) presso la Cattedrale di Pozzuoli.
A un periodo più tardo risalgono le varie versioni dell'Immacolata Concezione (1629-30), conservate nella Basilica di San Lorenzo Maggiore, ad Airola presso la chiesa dell'Annunziata e a Montesarchio presso San Francesco. Simili suggestioni sono riscontrabili nel dipinto della Vergine con i santi Margherita, Bernardo e Antonio da Padova e angeli musicanti (1634) per la chiesa dei Santi Bernardo e Margherita a Fonseca a Napoli (oggi conservata nel Museo civico di Castel Nuovo). Negli stessi anni Finoglio realizzò alcune tele di grandi dimensioni con scene dell'Antico Testamento e mitologiche, destinate al Palazzo del Buon Ritiro di Madrid: per questo incarico, impartitogli dal Conte Olivares, Finoglio collaborò con importanti personalità artistiche di stanza a Napoli, tra cui Artemisia Gentileschi e Massimo Stanzione. Delle tele da lui realizzate ne è sopravvissuta solo una, un Trionfo di Bacco oggi conservato al Museo del Prado.
Intorno al 1635 il Finoglio si stabilì a Conversano presso la corte di Giangirolamo II Acquaviva d'Aragona (detto il Guercio delle Puglie), la cui politica era fortemente improntata al mecenatismo: nella Contea il pittore riscosse particolare successo, stringendo favorevoli rapporti col clero e il notabilato locale; importanti tele di sua mano sono conservate in tutta la Puglia, principalmente nella stessa Conversano e a Monopoli. A Conversano il Finoglio tenne a bottega artisti del calibro di Cesare Fracanzano e Carlo Rosa, che caratterizzeranno la produzione artistica della seconda metà del'600 in Puglia.
Per gli Acquaviva d'Aragona affrescò la camera nuziale del Castello di Conversano e soprattutto realizzò il famoso ciclo delle Scene della Gerusalemme liberata, tratte dal poema di Torquato Tasso. Si tratta del ciclo più importante e innovativo del Seicento italiano dedicato a tale poema.
Finoglio collaborò anche alla ristrutturazione della chiesa dei Santi Medici Cosma e Damiano: una tradizione non comprovata vuole che siano opera sua la facciata e il campanile. Cinque dei sei altari sono sormontati da tele autografe; di dubbia paternità sono invece gli affreschi sulla volta, probabilmente realizzati da apprendisti su suoi cartoni, in seguito alla sua improvvisa morte avvenuta tra settembre e dicembre 1645. La sua ultima tela autografa, risalente allo stesso anno, è la pala dell'altare maggiore del Monastero di san Benedetto, raffigurante San Benedetto e San Biagio.

## Il ciclo di Conversano sulla Gerusalemme liberata

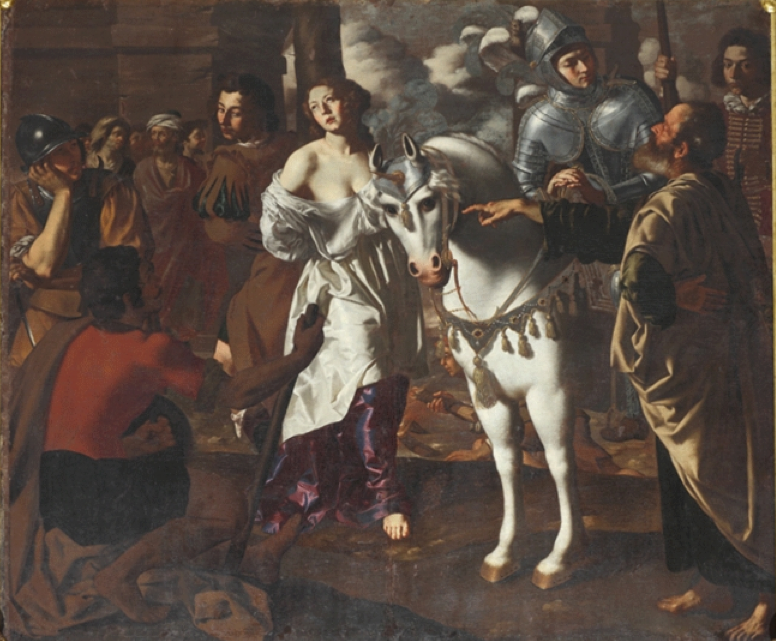
Supplizio di Olindo e Sofronia
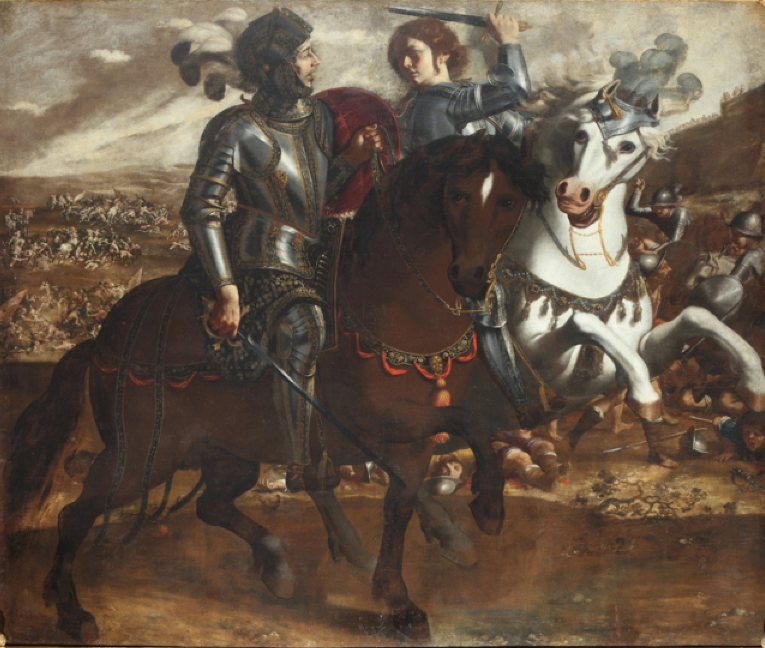
Clorinda si scontra con Tancredi
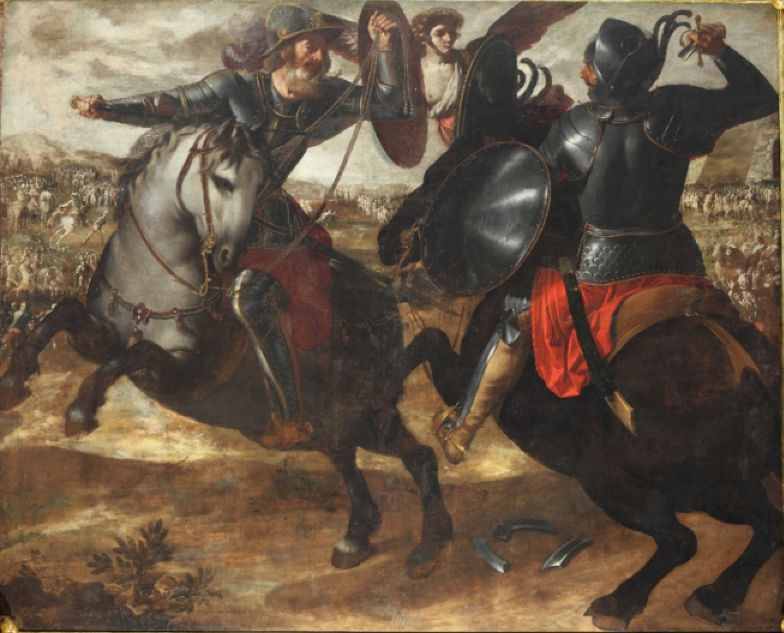
Duello tra Raimondo di Tolosa ed Argante
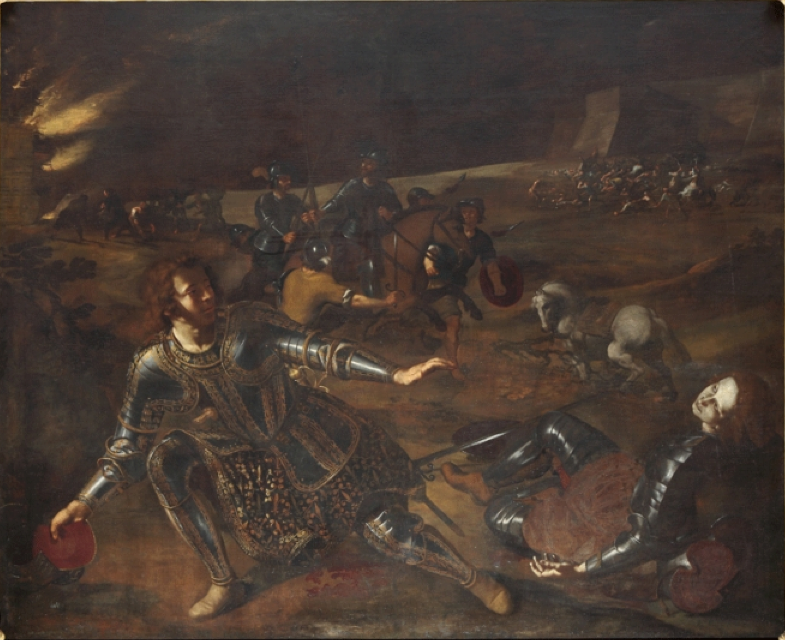
Tancredi dà il battesimo a Clorinda
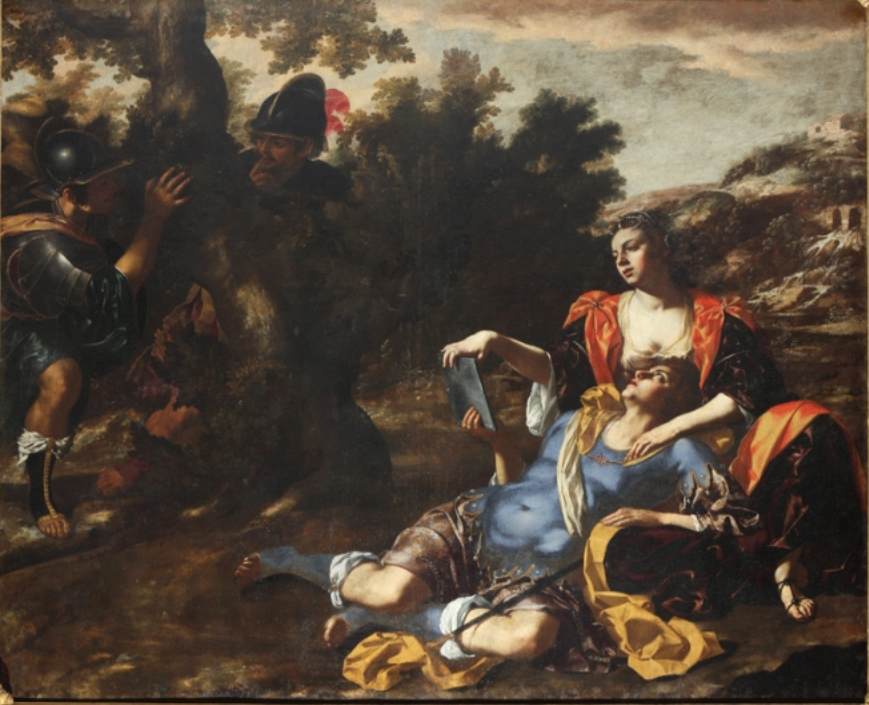
Rinaldo e Armida nel giardino incantato
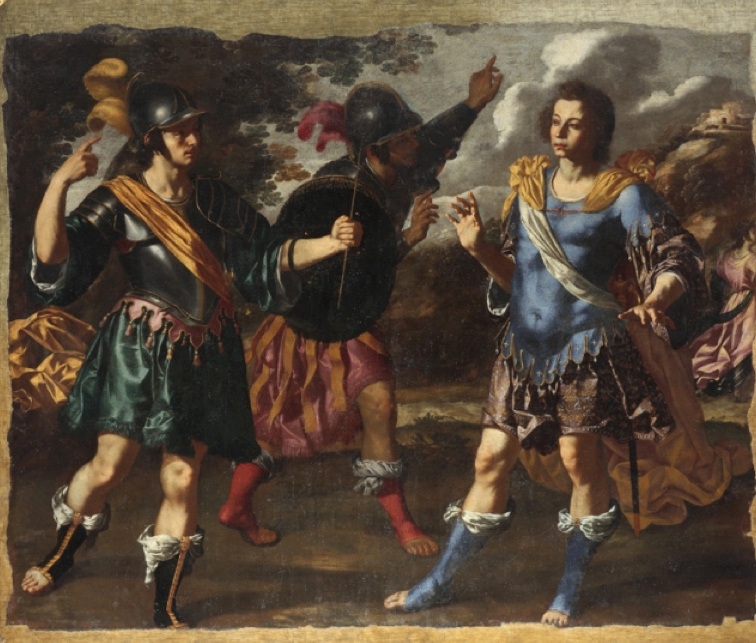
Carlo e Ubaldo richiamano Rinaldo ai propri doveri (o Rinaldo e lo scudo del mago di Ascalona)
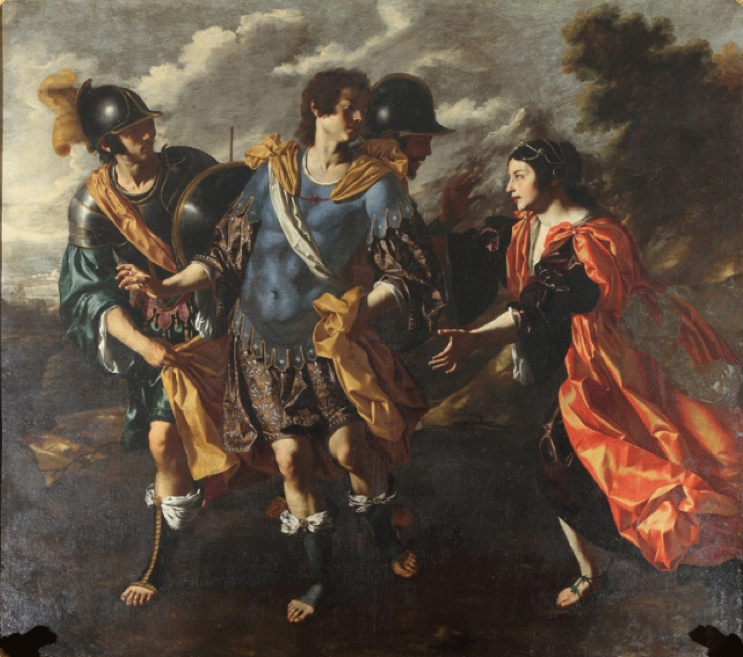
Armida cerca di trattenere Rinaldo
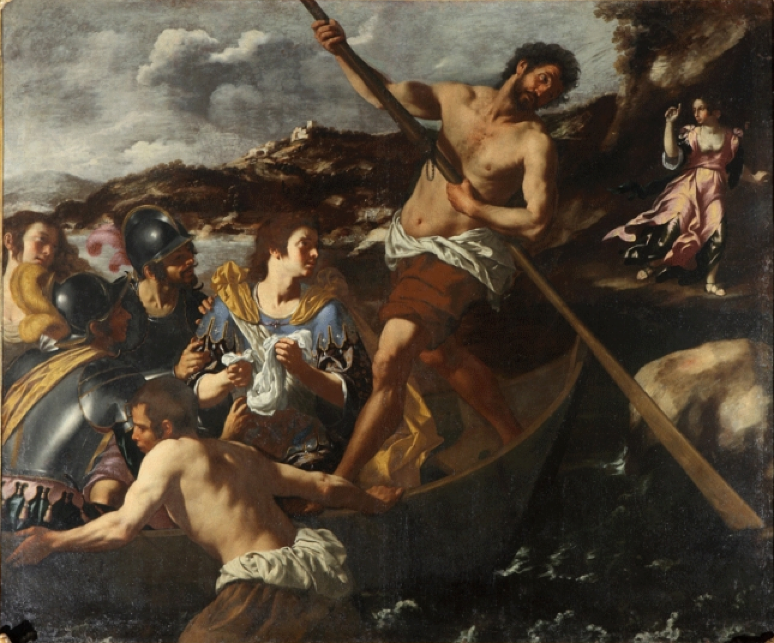
Rinaldo abbandona l'Isola Incantata
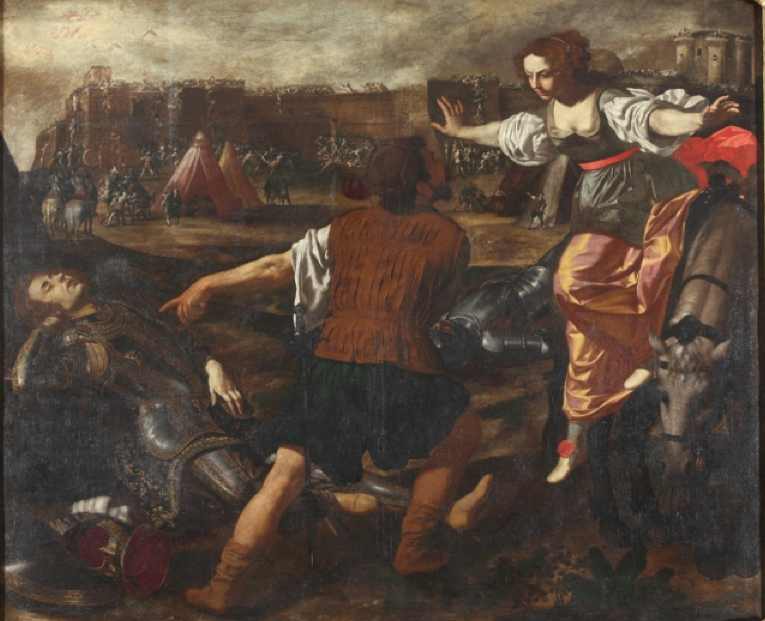
Erminia ritrova Tancredi ferito
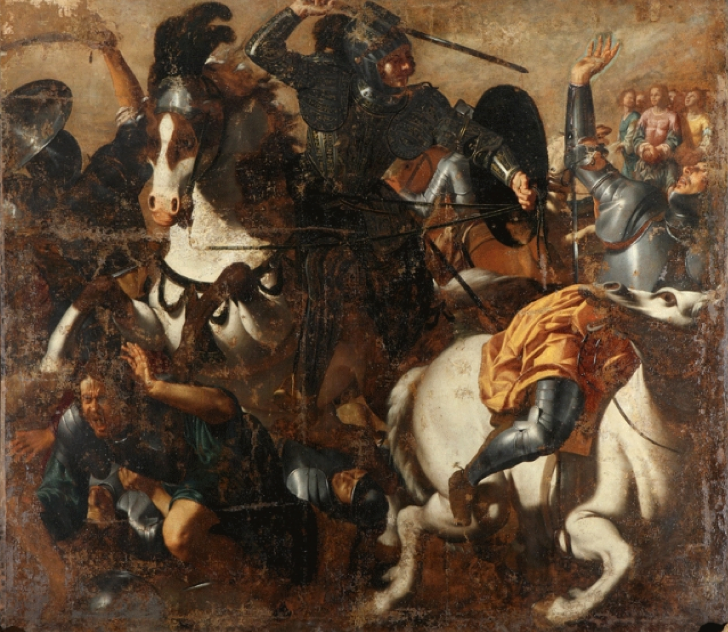
Rinaldo fa strage di nemici

## Opere
- Sant'Andrea Avellino in gloria (1610 circa), Basilica di San Paolo Maggiore (con Ippolito Borghese)
- Storie di Abramo (1610-1615), Chiesa di San Giovanni Battista, Lecce
- San Giovanni Battista nel deserto (1610-1615), collezione privata
- I santi Andrea e Caterina d'Alessandria (1610-1615), Cattedrale di Ugento
- La Vergine consegna lo scapolare a san Simone Stock (1610-1615), Chiesa del Carmine
- Regina Virginum et martyrum e Regina martyrum et confessorum,  (1615-1620), Chiesa del Gesù, Lecce
- Sacra Famiglia "del cucito" con san Giovanni Battista e orante (1615-1620), Lecce, Museo Diocesano
- Trionfo di sant'Orsola (1615-1620), Lecce, Museo Diocesano
- I santi Angelo e Giuseppe e I santi Giovanni Battista e Alberto (post 1620), Chiesa di San Giovanni Evangelista, Lecce
- Caino uccide Abele (1620 circa), episcopato, Castellaneta (attr.)
- Giuseppe e la moglie di Putifarre (1622-1623), Fogg Art Museum, Cambridge
- Circoncisione (1626), Certosa di San Martino, Napoli
- San Gaetano che adora Cristo risorto (1629-1630), olio su tela, cm 196 x 148 Pinacoteca metropolitana di Bari, Bari
- Annunciazione (1630), Museo di belle arti, Budapest
- La Vergine apocalittica coi santi Giovanni Evangelista, Antonio di Padova, Francesco e Tommaso d'Aquino (1630 circa), Chiesa della Natività della Beata Vergine Maria, Tricase (già presso il santuario della Madonna Assunta di Marina Serra)
- Tobiolo e l'Arcangelo Raffaele (1630 circa), chiesa collegiata di San Salvatore (attr.)
- Il trionfo di Bacco (intorno al 1635), Museo del Prado, Madrid
- Autoritratto (intorno al 1635), Pinacoteca Civica del Castello di Conversano, Conversano
- Ciclo della Gerusalemme Liberata (1640 - 1643), serie di dieci tele monumentali, Pinacoteca Civica del Castello, Conversano:
  - Raimondo di Tolosa affronta in duello Argante
  - Erminia ritrova Tancredi ferito
  - Rinaldo fa strage di nemici
  - Supplizio di Olindo e Sofronia
  - Rinaldo e Armida nel giardino incantato
  - Carlo e Ubaldo richiamano Rinaldo ai propri doveri (anche noto come Rinaldo e lo scudo del mago di Ascalona)
  - Armida cerca di trattenere Rinaldo
  - Rinaldo parte dall'isola incantata
  - Tancredi si scontra con Clorinda
  - Tancredi dà il battesimo a Clorinda
- Tele per gli altari della chiesa dei Santi Cosma e Damiano, Conversano (1640 ca.):
  - Il martirio di San Gennaro
  - San Domenico guarisce i ciechi
  - Il battesimo dei Santi Cecilia e Valeriano
  - Sant'Antonio scagiona il proprio padre dall'accusa di omicidio
  - La Vergine incorona santa Rosalia da Palermo
- La messa di San Filippo Neri (1640 ca.), Monastero di Santa Maria de Montserrat, Montserrat
- I santi Biagio e Benedetto (1640 ca.), Monastero di San Benedetto (Conversano)